# Which Way Home
Pour plus de détails, voir Fiche technique et Distribution.
Which Way Home est un film documentaire américain réalisé par Rebecca Cammisa sorti le 31 janvier 2009.

## Synopsis
Le film suit plusieurs enfants qui tentent de fuir le Mexique et l'Amérique centrale pour les États-Unis, sur le toit d'un train qui traverse le Mexique connu sous le nom  La Bestia (La Bête).

## Fiche technique
- Titre : Which Way Home
- Réalisation : Rebecca Cammisa
- Musique : James Lavino
- Photographie : Rebecca Cammisa, Eric Goethals, Lorenzo Hagerman et Andrew Holbrooke
- Montage : Madeleine Gavin et Pax Wassermann
- Production : Rebecca Cammisa
- Société de production : Documentress Films, Mr. Mudd, Reason Pictures et White Buffalo Entertainment
- Pays de production :  États-Unis
- Genre : Documentaire
- Durée : 90 minutes
- Date de sortie : 
  - États-Unis : 31 janvier 2009

## Distinctions
Le film a été nommé à l'Oscar du meilleur film documentaire en 2010.